# Gemeindeverband Loschwitz-Pillnitz
Der Gemeindeverband Loschwitz-Pillnitz (exakt: Gemeindeverband für die elektrische Straßenbahn Loschwitz–Pillnitz) war ein 1902 u. a. durch die ehemalig selbständigen Dörfer Loschwitz, Wachwitz, Niederpoyritz, Hosterwitz und Pillnitz gegründeter Verband, dessen Zweck der Erwerb, der Bau und die Betreibung der zu diesem Zeitpunkt nur teilweise fertiggestellten Strecke der Vorortbahn Loschwitz–Pillnitz war. 1922 wurde er in die Straßenbahn Loschwitz-Pillnitz GmbH überführt; 1926 wurde aus der Straßenbahn Loschwitz-Pillnitz GmbH die Dresdner Überland-Verkehr GmbH (DRÜVEG) gebildet, die in der Folge alle Außenlinien der Stadt besitzen sollte.

## Geschichte
Die Firma O. L. Kummer & Co. begann 1899 nach Prüfung des Projektes einer Vorortbahn von Loschwitz bis Pillnitz, auszuführen mit einer Spurweite von einem Meter – auf Forderung der Königlichen Staatsregierung – und einer Stromlieferung von der Altstädter Seite aus diese Strecke zu planen.
Am 6. Juni 1900 wurde die Genehmigung zum Bau der meterspurigen Strecke erteilt, und der Bau wurde durch Kummers Unternehmen begonnen, jedoch ging die Firma am 4. Januar 1902 noch vor der Fertigstellung der Strecke von Loschwitz bis zum Gustavheim (Niederpoyritz) in Konkurs. Das Finanzministerium sowie das Ministerium des Innern lehnten die Übernahme des bisher fertiggestellten Streckenabschnitts durch den Staat ab. Gleichfalls lehnten sie der Konkursverwalter und weitere Firmen, auch die Dresdner Straßenbahngesellschaften ab.
Am 4. Juni 1902 unternahm die Gemeinde Niederpoyritz den ersten Schritt, die reichlich komplizierte Situation zu lösen; dies führte in der Folge zur Bildung des Gemeindeverbandes zum Erwerb und Fertigstellung dieser elektrischen Straßenbahnstrecke. Diesem „Gemeindeverband für die elektrische Straßenbahn Loschwitz–Pillnitz“ gehörten schließlich
- Loschwitz (10 Prozent),
- Wachwitz (21 Prozent),
- Niederpoyritz (21 Prozent),
- Hosterwitz (22 Prozent),
- Pillnitz (12 Prozent),
- Rockau (9 Prozent) und
- Borsberg (4 Prozent der Verbandsanteile)

an.
Auf der Grundlage der Kauf- und Bauverträge und der Verträge zwischen dem „Gemeindeverband für die elektrische Straßenbahn Loschwitz-Pillnitz“ und den jeweiligen Gemeinden wurden die notwendigen Arbeiten 1902/03 durchgeführt. Der Betrieb wurde an die Deutsche Straßenbahngesellschaft in Dresden entsprechend dem Vertrag mit dem Gemeindeverband vom 12. Januar 1903 verpachtet, die Lieferung des elektrischen Stromes erfolgte durch die Dresdner Straßenbahn A.-G. von ihrem Kraftwerk im Straßenbahnhof Tolkewitz mittels Kabel durch die Elbe.
Der Gemeindeverband sah sich jedoch mit der dauerhaften Finanzierung häufig überfordert: Er forderte aufgrund häufig notwendiger Auswechslungen von Weichen und Gleisen und der Abzahlung aufgenommener Kredite von den Mitgliedern jährlich hohe Beträge. Bereits 1912 bot er dem sächsischen Staat sowie der Stadt Dresden die Strecke zum Kauf an, was beide ablehnten. 1917 waren die finanziellen Nöte schließlich so groß geworden, dass der Gemeindeverband die Bahn sogar vollständig stilllegen wollte, was von der Regierung untersagt wurde.
Zum 21. Januar 1921 wurde Loschwitz nach Dresden eingemeindet, die Stadt Dresden trat nunmehr in den praktisch zahlungsunfähigen Gemeindeverband ein. Ab diesem Zeitpunkt plante sie unter Einbeziehung des sächsischen Staates, der Amtshauptmannschaft Dresden und des Bezirksverbandes der Amtshauptmannschaft Dresden-Neustadt eine dauerhafte Lösung, die am 28. September 1922 zur Gründung der Straßenbahn Loschwitz-Pillnitz GmbH führte, die in die Rechte und Pflichten des Gemeindeverbandes eintrat. Zur Schuldentilgung mussten die Gemeinden noch bis zum Jahr 1933 Beiträge an die GmbH entrichten.
Der „Gemeindeverband Loschwitz-Pillnitz“ war damit faktisch erloschen.
Am 1. April 1926 wurde aus der Straßenbahn Loschwitz-Pillnitz GmbH die Dresdner Überland-Verkehr GmbH (DRÜVEG) gebildet, die in der Folge alle Außenlinien der Stadt besitzen bzw. betreiben sollte. 1941 übernahm die aus der städtischen Straßenbahngesellschaft hervorgegangene Dresdner Straßenbahn AG wiederum die DRÜVEG und war somit gleichzeitig Besitzer und Betreiber der Vorortbahn Loschwitz–Pillnitz.